# À jamais
Pour plus de détails, voir Fiche technique et Distribution.
À jamais est un film franco-portugais réalisé par Benoît Jacquot sorti le 9 septembre 2016 lors de la Mostra de Venise 2016. Il s'agit de l'adaptation du roman Body Art (2001) de Don DeLillo.

## Fiche technique
- Titre : À jamais
- Réalisation : Benoît Jacquot, assisté d'Antoine Santana
- Scénario : Benoît Jacquot et Julia Roy d'après le roman Body Art de Don DeLillo
- Photographie : Julien Hirsch
- Son :
- Montage : Julia Gregory
- Décors : Paula Szabo
- Costumes : Raf Simons
- Musique originale : Bruno Coulais
- Producteur : Paulo Branco
- Sociétés de production : Alfama Films
- Sociétés de distribution :
- Pays d'origine :  France,  Portugal
- Langue : français
- Genre : comédie dramatique
- Durée : 86 minutes[2]
- Format :
- Dates de sortie : 
  - Italie : 9 septembre 2016 à la Mostra de Venise
  - Canada : 13 septembre 2016 au Festival international du film de Toronto[2]
  - France : 7 décembre 2016

## Distribution
- Mathieu Amalric : Rey Noblès
- Julia Roy : Laura
- Jeanne Balibar : Isabelle
- Victória Guerra :
- José Neto :
- Rui Morrison :
- Elmano Sancho :

## Production

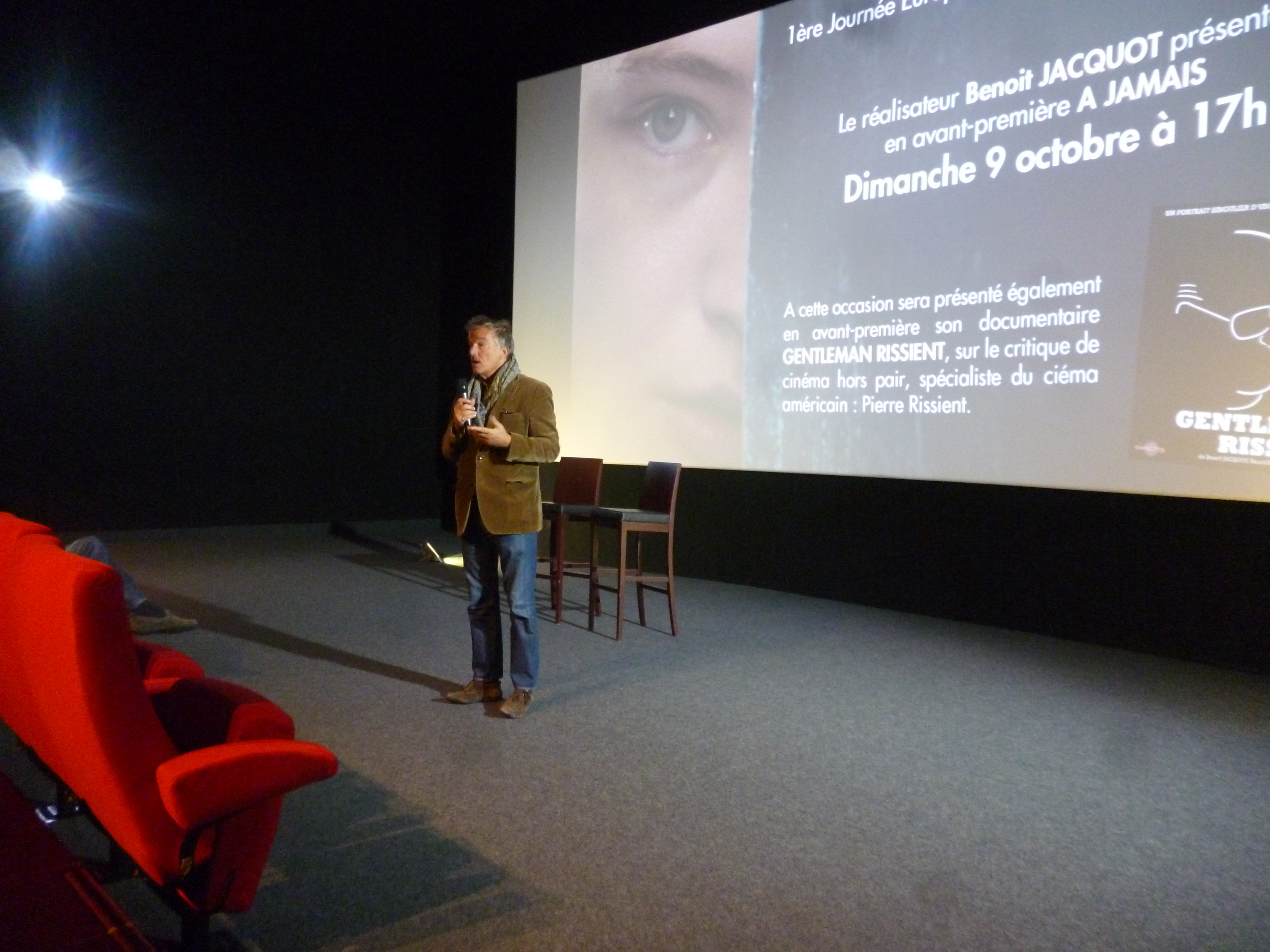
Benoît Jacquot lors d'une présentation du film à Beauvais.

La distribution du film est annoncée en septembre 2015 marquant la reformation au cinéma du couple Mathieu Amalric-Jeanne Balibar. Le tournage du film débute en novembre au Portugal et se termine le 18 décembre,. La maison dans laquelle se déroule une grande partie du film appartient au footballeur Luís Figo